# هانتر فن لیر
هانتر فن لیر (انگلیسی: Hunter von Leer؛ زادهٔ ۳ آوریل ۱۹۴۴) هنرپیشه اهل ایالات متحده آمریکا است.

## فیلم‌شناسی
- آب‌بندهای میسوری (۱۹۷۶) - Sandy
- میدوی (۱۹۷۶) - 'Strawberry 9' Navigator (در عنوان‌بندی نیامده)
- یکشنبه سیاه (۱۹۷۶) - T.V. Cameraman
- استیل (۱۹۷۹) - Surfer
- تاریخ جهان، قسمت ۱ (۱۹۸۱) - Lt. Bob - The Roman Empire
- بیگانه (۱۹۹۵) - Mayor Carl Perkins